# Lista de obras de Antonio Vivaldi
As obras de Antonio Vivaldi foram organizadas por um sistema de numeração; em geral, observa-se um RV, que significa Ryom-Verzeichnis, antes do número. Peter Ryom foi o pesquisador dinamarquês, nascido em 1937, autor do catálogo padrão das obras do compositor. Por exemplo, o concerto denominado A primavera, de As Quatro Estações, é a RV 269.

## Óperas
- L'Adelaide
- Atenaide
- Alvida, regina dei Goti
- Agrippo
- Aristide
- Armida al campo d'Egitto
- Arsilda, regina di Ponto
- L'Atenaide o sia Gli affetti generos
- Bajazet (Tamerlano)
- La candace o siano Li veri amici
- La costanza trionfante degli amori e degl'odii
- Cunegonda
- Doriclea
- Dorilla in Tempe
- Ercole su 'l Termodonte
- Farnace
- La fede tradita e vendicata
- Feraspe
- La fida Ninfa
- Filippo re di Macedonia
- Ginevra principessa di Scozia
- Il giustino
- Griselda
- L'incoronazione di Dario
- Gli inganni per vendetta
- L'inganno trionfante in amore
- Ipermestra
- Motezuma
- Nerone fatto Cesare
- L'Olimpiade
- L'Oracolo in Messenia
- Orlando finto pazzo
- Orlando furioso
- Ottone in Villa
- Rosilena ed Oronta
- Rosmira
- Scanderbeg
- Semiramide
- La Silvia
- Siroe, re di Persia
- Teuzzone
- Tieteberga
- Tito Manlio
- La verità in cimento
- La virtù trionfante dell'amore e dell'odio
- Il giorno felice

## Música instrumental

### Concertos
- 12 concertos para violino
- 38 concertos para fagote
- 27 concertos para violoncelo
- 25 concertos para flauta doce ou flauta transversal
- 23 concertos para oboé
- 6 concertos para viola d'amore
- 1 concerto para mandolina

- 25 concertos duplos para dois violinos
- 4 concertos duplos para violino e violoncelo
- 3 concertos duplos para dois oboés
- 2 concertos duplos para dois trompas
- 1 concerto duplo para dois trompetes
- 1 concerto duplo para dois violoncelos
- 1 concerto duplo para viola d'amore e alaúde
- 2 concertos duplos para duas mandolinas
- 1 concerto duplo para duas flautas
- 1 concerto duplo para oboé e fagote

- 47 concertos para três ou mais instrumentos

- concertos de câmara, nos quais todos os instrumentos têm carácter solista.

- Opus 1, 12 sonatas para dois violinos e baixo contínuo (1705)
- Opus 2, 12 sonatas para violino e baixo contínuo (1709)
- Opus 3, L'estro armonico,  coletânea de 12 concertos para diversas combinações. Os mais conhecidos são o nº 6 para violino em Lá menor, o nº 8 para dois violinos em Lá menor, e o nº  10 para quatro violinos em Si menor (1711)
- Opus 4, La stravaganza, 12 concertos para violino (c. 1714)
- Opus 5, (segunda parte do Opus 2), 4 sonatas para violino e 2 sonatas para 2 violinos e baixo contínuo (1716)
- Opus 6, 6 concertos para violino (1716-21)
- Opus 7, 2 concertos para oboé e 10 concertos para violino (1716-21)
- Opus 8, Il cimento dell'armonia e dell'invenzione, 12 concertos para violino (os primeros 4, em Mi maior, Sol menor, Fá maior, e Fá menor são mundialmente conhecidos como As quatro estações, o quinto em Mi bemol maior como La Tempesta di Mare e o sexto em Dó maior como Il Piacere) (1725)
- Opus 9, La cetra, 12 concertos (onze para violino e um para 2 violinos) (1727)
- Opus 10, 6 concertos para flauta (c. 1728)
- Opus 11, 5 concertos para violino, 1 concerto para oboé (o segundo em Mi menor, RV 277 é conhecido como  Il Favorito)  (1729)
- Opus 12, 5 concertos para violino solo (1729)
- Opus 13, Il pastor fido, 6 sonatas para musette, viola, flauta, oboé ou violino, e baixo contínuo (1737, obras falsas de Nicolas Chédeville)
- Opus 14, 6 Sonatas para violoncelo e baixo contínuo (1740)

## Música vocal

### Cantatas
- All'ombra d'un bel faggio
- All'or che lo sguard
- Amor hai vinto
- Aure voi piu non siete
- Del suo natio rigore
- Elvira, Elvira anima mea
- Era la notte
- Fonti di pianto piangete
- Geme l'onda che parte
- Il povero mio cor
- Indarno cerca la tortorella
- La farfalletta s'aggira
- Nel partir da te mio caro
- Par che tardo
- Scherza di fronda
- Seben vivono senz'alma
- Si levi dal pensier
- Si si luce adorate
- Sorge vermiglia in ciel
- T'intendo si mio cor
- Tra l'erbe, i zeffiri
- Alla caccia, alla caccia
- Care selve amici prati
- Filli di gioia
- Ingrata lidia hai vinto
- Perfidissimo cor!
- Piango, gemo, sospiro
- Pianti, sospiri
- Qual per ignoto
- All'ombra di sospetto
- Che giova il sospirar
- Lundi dal vago
- Perche son molli
- Vengo a voi luci adorate
- Amor hai vinto
- Cessate omai cessate
- O mie porpore piu belle
- Qual in pioggia dorata
- La Gloria e Himeneo
- Candida Lylia
- Prendea con mandi latte
- Cantata (sem nome) RV 796
- Cantata (sem nome) RV 799
- Apurrusmunu (sem nome) RV 7999

### Serenatas
- Le gare del dovere
- Le gare della giustitia e della pace
- Mio cor povero cor
- Il Mopso (Egloga pescatoria)
- Questa Eurilla gentil
- La Sena festeggiante
- L'unione della Pace e di Marte
- Andromeda Liberata

### Motetes
- Canta in prato
- Carae rosae respirate
- Clarae stellae, scintillate
- In furore giustissimae irae
- In turbato mare
- Invicti bellate
- Longe mala umbrae terrores
- Nulla in mundo pax
- O qui coeli terraeque
- Sum in medio tempestatum
- Vestro principi divino
- Vos aurae per montes

## Música sacra
- Messe Sacrum (RV 586)
- Kyrie (RV 587)
- Gloria (RV 588)
- Gloria (RV 589)
- Gloria (RV 590)
- Credo (RV 591)
- Credo (RV 592)
- Domine ad adiuvandum me festina (RV 593)
- Dixit Dominus (RV 594)
- Dixit Dominus di Praga (RV 595)
- Confitebor tibi Domine (RV 586)
- Beatus vir (RV 597)
- Beatus vir (RV 598)
- Beatus vir (RV 599)
- Laudate pueri Dominum (RV 600)
- Laudate pueri Dominum (RV 601)
- Laudate pueri Dominum (RV 602)
- Laudate pueri Dominum (RV 602a)
- Laudate pueri Dominum (RV 603)
- In exitu Israel (RV 604)
- Credidi propter quod (RV 605)
- Laudate Dominum (RV 606)
- Laetatus sum (RV 607)
- Nisi Dominus (RV 608)
- Lauda Jerusalem (RV 609)
- Magnificat (RV 610)
- Magnificat (RV 610a)
- Magnificat (RV 610b)
- Magnificat (RV 611)
- Deus tuorum militum (RV 612)
- Gaude Mater Ecclesia (RV 613)
- Laudate Dominum omnes gentes (RV 614)
- Regina coeli (RV 615)
- Salve Regina (RV 616)
- Salve Regina (RV 617)
- Salve Regina (RV 618)
- Salve Regina (RV 619)
- Sanctorum meritis (RV 620)
- Stabat Mater (RV 621)
- Te Deum (RV 622)
- Ascende laeta (RV 635)
- Canta in prato (RV 636)
- Cur sagittas (RV 637)
- Filiae mestae (RV 638)
- Jubilate o amaeni (RV 639)
- Jubilate o amaeni (RV 639a)
- Longe mala umbrae terrores (RV 640)
- Non in pratis (RV 641)
- Ostro picta (RV 642)

### Oratórios
- Moyses Deus Pharaonis
- Juditha Triumphans devicta Holofernes Barbarie
- L'adorazione delli tre re magi al bambino Gesu